# Judy Weiss
Pour les articles homonymes, voir Weiss.
Judy Weiss, de son vrai nom Judith Tudorica (née le 31 mai 1972 à Berlin) est une chanteuse allemande.

## Biographie
Elle commence à apprendre le piano à huit ans puis elle étudie le piano et le chant pendant huit ans à l'académie de musique Hanns Eisler.
En 1994, elle joue son premier rôle dans une comédie musicale, celui d'Anita dans West Side Story. En 1995, elle joue dans La Belle et la Bête. Elle joue également dans Space Dream et le rôle d'Esmeralda dans Der Glöckner von Notre Dame. En 1996, elle fait la version allemande du duo Vivo per lei - ich lebe für sie avec Andrea Bocelli, qui est numéro un en Suisse en 1996, qu'elle interprète avec la pianiste Maria Baptist, laquelle la fait participer à son projet Firstfriday qui est donné une fois par mois à Berlin.
En 2008, après une longue pause après la naissance de son enfant, elle revient avec un maxi-CD Just Because I Love You, sorti sur Gloriella Music, label de Jack White.

## Discographie
Singles / Maxi-CDs
- 1992 : Cinderella
- 1992 : Kirschen im Dezember
- 1993 : So wie ein Schmetterling
- 1993 : Weil Du wiederkommst...
- 1994 : Ach, lieber Gott
- 1995 : Schütz mich!
- 1995 : Weil ich Dich liebe
- 1995 : Vivo per lei - Ich lebe für sie (Duo avec Andrea Bocelli)
- 1996 : Wenn Du wüsstest...
- 1999 : Hypothetic
- 1999 : You and I
- 2001 : Could It Be Magic
- 2008 : Just Because I Love You
- 2008 : Music Was My First Love

Albums
- 1993 : Geh Deinen Weg
- 1995 : Schütz mich!
- 1999 : Something Real
- 2001 : Believe
- 2014 : Here I am

## Source de la traduction
- (de) Cet article est partiellement ou en totalité issu de l’article de Wikipédia en allemand intitulé « Judy Weiss » (voir la liste des auteurs).